# كيف تروض تنينك 2
كيف تروض تنينك 2 (بالإنجليزية: How to Train Your Dragon 2) هو فيلم أمريكي من أفلام الحركة الخيالية بالكمبيوتر لعام 2014 يعتمد بشكل فضفاض على سلسلة الكتب التي تحمل نفس الاسم من قبل كريسيدا كويل، من إنتاج دريم ووركس انيمايشن وتوزيع تونتيث سنتوري فوكس. إنه تكملة لفيلم كيف تروض تنينك (2010) والدفعة الثانية في الثلاثية. تمت كتابة الفيلم وإخراجه من قبل دين ديبلوا، وبطولة الأصوات العائدة لجاي باروتشيل، وجيرارد بتلر، وكريغ فيرجسون، وأمريكا فيريرا، وجونا هيل، وكريستوفر مينتز بلاس، وتي جيه. ميلر، وكريستين ويج، إلى جانب كيت بلانشيت، ودجيمون هونسو، وكيت هارينغتون للانضمام إلى فريق التمثيل. تدور أحداث الفيلم بعد خمس سنوات من الفيلم الأول، ويظهر حازوقة وأصدقاؤه وهم صغار السن وهم يواجهون فالكا، والدة حازوقة المفقودة منذ فترة طويلة، ودراغو بلادفيست، وهو رجل مجنون يريد غزو العالم.
وافق دبلواس، الذي شارك في إخراج الفيلم الأول، على العودة لإخراج الفيلم الثاني بشرط السماح له بتحويله إلى ثلاثية. استشهد بالإمبراطورية الضربات مرة أخرى وجاري توتورو كمصدر إلهام رئيسي له، مع النطاق الموسع لـ عودة الامبراطورية التي كانت مؤثرة بشكل خاص. عاد الصوت بأكمله من الفيلم الأول، ووقعت كيت بلانشيت ودجيمون هونسو على صوت فالكا ودراجو، على التوالي. زار دبلواس وفريقه الإبداعي النرويج وسفالبارد لمنحهم أفكارًا حول المكان. عاد الملحن جون باول ليسجل الفيلم. استفاد الفيلم من التطورات في تكنولوجيا الرسوم المتحركة وكان أول فيلم لـ دريم ووركس يستخدم معالجة متعددة النواة قابلة للتطوير وبرامج الرسوم المتحركة والإضاءة الجديدة في الاستوديو.
تم عرض الفيلم لأول مرة في مهرجان كان السينمائي 2014 في 16 مايو 2014، وتم إصداره في الولايات المتحدة في 13 يونيو. تلقى الفيلم استحسانًا بسبب الرسوم المتحركة والتمثيل الصوتي والنتيجة الموسيقية وتسلسلات الحركة والعمق العاطفي، وأغمق، وأكثر جدية مقارنة بسابقه. حقق أكثر من 621 مليون دولار في جميع أنحاء العالم، مما يجعله الفيلم الثاني عشر الأكثر ربحًا لعام 2014. حصل على أقل من سابقه في شباك التذاكر بالولايات المتحدة، لكنه كان أداؤه أفضل على المستوى الدولي. حاز الفيلم على جائزة جولدن جلوب لأفضل فيلم رسوم متحركة طويل، وتم ترشيحه لجائزة الأوسكار لأفضل فيلم رسوم متحركة، وخسر أمام الابطال الستة. وفاز الفيلم بستة جوائز آني، بما في ذلك أفضل فيلم رسوم متحركة. وتم إصدار الدفعة الأخيرة من الثلاثية: كيف تروض تنينك: العالم الخفي في 22 فبراير 2019.

## الشخصيات
- جاي باروشيل هيكاب
- كيت بلانشيت فالكا
- جيرارد بتلر ستويك ذا فاست
- كريغ فيرغسون غوبر
- أمريكا فيرارا أستريد
- دجيمون هونسو دراغو بلادفيست
- كيت هارينغتون إيرت
- جونا هيل سنولوت
- كريستوفر مينتز-بلاز فيشليج
- تي جاي ميلر تافنت
- كريستين ويج رافنت

## القصة
بعد خمس سنوات من صنع القرويين من الفايكنج في بيرك والتنانين السلام، يعيشون معًا في وئام. اكتشف حازوقة وتنينه غضب الليل أبو سن، الأراضي غير المستكشفة ورسم خرائط لها. الآن يبلغ من العمر 20 عامًا، يتعرض لضغوط من والده رزين، ليخلفه كرئيس، على الرغم من أن حازوقة يشعر بعدم التأكد من استعداده.
أثناء استكشاف غابة محترقة، يكتشف `` حازوقة '' و''أستريد '' بقايا حصن مغلف بالجليد ويلتقيان بمجموعة من صائدي التنانين. يحاول زعيمهم إريت الاستيلاء على تنانينهم من أجل صاحب العمل، دراغو بلودفيست، الذي يخطط للقبض على جميع التنانين واستعبادها ليصبحوا جنوده. يهرب حازوقة وأستريد ويحذران ستويك من دراغو. يقوم رزين بتحصين بيرك للاستعداد للمعركة. ومع ذلك، يرفض حازوقة الاعتقاد بأن الحرب أمر لا مفر منه، ويطير للتحدث إلى دراغو. أوقفه ستويك، موضحًا أنه قابل دراغو ذات مرة في تجمع للزعماء، حيث عرض عليهم دراغو الحماية من التنانين إذا تعهدوا بخدمتهم؛ عندما سخروا من الأمر على سبيل المزاح، جعل تنانينه تهاجمهم، وكان رزين هو الناجي الوحيد.
دون رادع، يسافر `` حازوقة '' مع أبو سن بحثًا عن دراغو في محاولة للتفاهم معه. وبدلاً من ذلك، التقوا براكب تنين غامض، تم الكشف عن كونه والدة هيكاب المفقودة منذ فترة طويلة. تشرح أنها، مثل ابنها، لا تستطيع أن تقتل التنانين. بعد أن تم حملها خلال غارة التنين، أمضت 20 عامًا في إنقاذ التنانين من دراغو وإحضارهم إلى عش جزيرة تم إنشاؤه من الجليد بواسطة تنين ألفا عملاق يقذف الجليد يُطلق عليه «بويلدربيست»، وهو قادر على التحكم في تنانين أصغر بإصدار موجات صوتية منومة.
يتتبع رزين وملازمه جوبر حازوقة إلى العش، حيث يكتشف رزين أن زوجته على قيد الحياة. في هذه الأثناء، يجبر أستريد والفرسان الآخرون اريت على قيادتهم إلى دراغو، الذي يلتقطهم وتنانينهم، ويتعلم من تنانين بيرك، ويرسل أسطوله لمهاجمة عش التنين. يحاول أيضًا إعدام إريت، لكن تنين أستريد، ستورم فلاي، ينقذه. بعد ذلك، ساعدها إريت بالامتنان هي والآخرين على الهروب. في العش، تندلع معركة بين راكبي التنانين، وتنانين فالكا، وأسطول دراغو، يكشف خلالها دراغو أن لديه بويلدربيست الخاص به لتحدي ألفا. يتقاتل التنينان الهائلان، وينتهيان بقتل بويلدربيست الخاص بدراغو منافسه ويصبح ألفا جديدًا.
يستولي بويلدربيست الخاص دراغو على السيطرة على جميع التنانين البالغة. يحاول حازوقة إقناع دراغو بإنهاء العنف، لكن دراغو يأمر بويلدربيست أن يقتله أبو سن . يطلق أبو سن المنوم مغناطيسًا صاعقة بلازما نحو حازوقة، لكن رزين يدفعه بعيدًا عن الطريق ويقتل بدلاً من ذلك. تخلى بويلدربيست مؤقتًا عن السيطرة على أبو سن، لكن حازوقة يقود أبو سن بعيدًا في نوبة من اليأس بسبب وفاة والده. ويبقى حازوقة والآخرون في الجزيرة ويخضع دراغو أبو سن، مرة أخرى تحت سيطرة بويلدربيست، لقيادة جيشه لغزو بيرك.
حصل رزين على جنازة الفايكينغ وحازوقة، بعد أن فقد كلًا من والده والتنين، ليس متأكدًا مما يجب فعله. تخبره فالكا بشكل مشجع أنه وحده قادر على توحيد البشر والتنين. مستوحاة من كلماتها وكلمات والده، يعود حازوقة وحلفاؤه إلى بيرك لإيقاف دراغو بركوب التنانين الصغيرة المحصنة ضد سيطرة بويلدربيست.
بالعودة إلى بيرك، وجدوا أن دراغو هاجم القرية وسيطر على تنانينها. باعتذار من القلب، يحرر حازوقة أبو سن من سيطرة بويلدربيست، مما أثار دهشة دراغو. يواجه حازوقة وأبو سن دراغو، لكن بويلدربيست يغلفهما بالجليد. ومع ذلك، فإن أبو سن ينفجر الجليد بعيدًا ويدخل في حالة متوهجة ذات طاقة فائقة، وغاضبًا من أن بويلدربيست حاول إيذاء حازوقة. ثم يتحدى أبو سن بويلدربيست لحماية متسابقه، ويطلق النار على وجهه بشكل متكرر، مما يكسر سيطرته على التنانين الأخرى، الذين يقفون مع أبو سن باعتباره ألفا الجديد. جميع التنانين تطلق النار بشكل متكرر على بويلدربيست حتى أطلق أبو سن انفجارًا هائلاً أخيرًا، وكسر نابه الأيسر. مهزومًا، يتراجع بويلدربيست مع دراغو على ظهره.
يحتفل الفايكنج والتنانين بانتصارهم ويتحول هيكاب إلى زعيم لبيرك، بينما تنحني جميع التنانين من ملاذ بيرك وفالكا أمام توثليس كملك جديد لهم. بعد ذلك، يخضع بيرك لإصلاحات، مع شعور حازوقة بالتأكد من قدرة تنانينه على الدفاع عنه.

## روابط خارجية
- كيف تروض تنينك 2 على موقع IMDb (الإنجليزية)
- كيف تروض تنينك 2 على موقع ميتاكريتيك (الإنجليزية)
- كيف تروض تنينك 2 على موقع روتن توميتوز (الإنجليزية)
- كيف تروض تنينك 2 على موقع نتفليكس (الإنجليزية)
- كيف تروض تنينك 2 على موقع قاعدة بيانات الأفلام العربية
- كيف تروض تنينك 2 على موقع ألو سيني (الفرنسية)
- كيف تروض تنينك 2 على موقع Turner Classic Movies (الإنجليزية)
- كيف تروض تنينك 2 على موقع أول موفي (الإنجليزية)
- كيف تروض تنينك 2 على موقع بوكس أوفيس موجو (الإنجليزية)
- كيف تروض تنينك 2 على موقع فيلمافينيتي (الإسبانية)